# Copa Intercontinental 1999
La Copa Intercontinental 1999 fue la 38.ª edición del torneo. Enfrentó al campeón de Europa ante el campeón de Sudamérica. Por primera vez en su historia, el Manchester United logró ganar la competición tras haber perdido la Copa Intercontinental 1968.

## Clubes clasificados
Se fueron decidiendo a lo largo de 1999 entre las dos competiciones continentales de mayor historia.
| UEFA (Europa)         |  | Manchester United |  | Campeón de la Liga de Campeones de la UEFA (1998-99) |
| CONMEBOL (Sudamérica) |  | Palmeiras         |  | Campeón de la Copa Libertadores de América (1999)    |

## Sede
| Japón               |          |
| Ciudad              | Estadio  |
| Tokio               | Nacional |
|                     |          |
| 57 363 espectadores |          |

## Desarrollo
El gol fue mediante un desborde de Giggs por izquierda, metió un centro de zurda con un jugador del equipo brasileño encima y el irlandés Roy Keane la empujó a un metro del arco y sin arquero, que se había quedado a mitad de camino.

## La figura
El galés Ryan Giggs fue elegido como el hombre de la noche principalmente por su infiltración por la banda izquierda, con un centro que sobrepasó al arquero rival, derivando así en el gol de su equipo. Además de otras chances claras que tuvo y generó a lo largo del partido.

## Final
| 1          | POR        | Mark Bosnich        |     |
| 2          | DEF        | Gary Neville        |     |
| 6          | DEF        | Jaap Stam           |     |
| 27         | DEF        | Mikaël Silvestre    |     |
| 3          | DEF        | Denis Irwin         |     |
| 7          | MED        | David Beckham       |     |
| 8          | MED        | Nicky Butt          |     |
| 16         | MED        | Roy Keane           |     |
| 11         | MED        | Ryan Giggs          |     |
| 18         | DEL        | Paul Scholes        | 75' |
| 20         | DEL        | Ole Gunnar Solskjær | 46' |
| Entrenador | Entrenador | Alex Ferguson       |     |

| 1          | POR        | Marcos              |     |
| 2          | DEF        | Francisco Arce      |     |
| 3          | DEF        | Júnior Baiano       |     |
| 4          | DEF        | Roque Júnior        |     |
| 6          | DEF        | Júnior              |     |
| 5          | MED        | César Sampaio       |     |
| 11         | MED        | Zinho               |     |
| 15         | MED        | Galeano             | 54' |
| 20         | DEL        | Faustino Asprilla   | 56' |
| 10         | DEL        | Alex                |     |
| 7          | DEL        | Paulo Nunes         | 77' |
| Entrenador | Entrenador | Luiz Felipe Scolari |     |

| 19 | DEL | Dwight Yorke     | 46' |
| 10 | DEL | Teddy Sheringham | 75' |

| 17 | DEL | Evair  | 54' |
| 9  | MED | Oseas  | 56' |
| 19 | DEL | Euller | 77' |

| Anotado | 36' | Roy Keane | 1–0 |

| Amonestado | 79' | Mikäel Silvestre |

| Amonestado | 28' | Alex |

| Árbitro             | Hellmut Krug        |
| Árbitros asistentes | Jeon Young-Hyun     |
| Árbitros asistentes | Yoshikazu Hiroshima |
| Cuarto árbitro      | Masayoshi Okada     |

| 1          | POR        | Mark Bosnich        |     |
| 2          | DEF        | Gary Neville        |     |
| 6          | DEF        | Jaap Stam           |     |
| 27         | DEF        | Mikaël Silvestre    |     |
| 3          | DEF        | Denis Irwin         |     |
| 7          | MED        | David Beckham       |     |
| 8          | MED        | Nicky Butt          |     |
| 16         | MED        | Roy Keane           |     |
| 11         | MED        | Ryan Giggs          |     |
| 18         | DEL        | Paul Scholes        | 75' |
| 20         | DEL        | Ole Gunnar Solskjær | 46' |
| Entrenador | Entrenador | Alex Ferguson       |     |

| 1          | POR        | Marcos              |     |
| 2          | DEF        | Francisco Arce      |     |
| 3          | DEF        | Júnior Baiano       |     |
| 4          | DEF        | Roque Júnior        |     |
| 6          | DEF        | Júnior              |     |
| 5          | MED        | César Sampaio       |     |
| 11         | MED        | Zinho               |     |
| 15         | MED        | Galeano             | 54' |
| 20         | DEL        | Faustino Asprilla   | 56' |
| 10         | DEL        | Alex                |     |
| 7          | DEL        | Paulo Nunes         | 77' |
| Entrenador | Entrenador | Luiz Felipe Scolari |     |

| 19 | DEL | Dwight Yorke     | 46' |
| 10 | DEL | Teddy Sheringham | 75' |

| 17 | DEL | Evair  | 54' |
| 9  | MED | Oseas  | 56' |
| 19 | DEL | Euller | 77' |

| Anotado | 36' | Roy Keane | 1–0 |

| Amonestado | 79' | Mikäel Silvestre |

| Amonestado | 28' | Alex |

| Árbitro             | Hellmut Krug        |
| Árbitros asistentes | Jeon Young-Hyun     |
| Árbitros asistentes | Yoshikazu Hiroshima |
| Cuarto árbitro      | Masayoshi Okada     |

|                           |
| Bandera de Inglaterra     |
| Campeón Manchester United |
| 1.er título               |